# Ventricularia tenuicaulis
Ventricularia tenuicaulis är en orkidéart som först beskrevs av Joseph Dalton Hooker, och fick sitt nu gällande namn av Leslie Andrew Garay. Ventricularia tenuicaulis ingår i släktet Ventricularia och familjen orkidéer. Inga underarter finns listade i Catalogue of Life.